# Romanizirani Briti
Romanizirani Briti je pojam kojim označujemo zajednicu odnosno kulturu koja je nastala spajanjem domorodačkih britskih elemenata (naroda keltskog jezika i običaja) s rimskom kulturom.

## Povijest
Ta je kultura nastala na otoku Britaniji na područjima pod rimskom vlašću i utjecajem. Pojavila se nakon što su Rimljani osvojili Britaniju 43. i stvaranjem rimske provincije Britanije. Preživjela je rimski odlazak. Trag kulturne romanizacije jest jedan romanski jezik, britanski vulgarni latinski jezik. Znanstvenici kao Christopher Snyder vjeruju da je tijekom 5. i 6. stoljeća južna Britanija sačuvala poslijerimsko društvo koje je preživjelo anglosaske upade te se čak služila vernakularnim latinskim za aktivnu kulturu. To je od od približno 410. odnosno kad su se povukle rimske legije do 597. godine, kad je u te krajeve stigao sv. Augustin Canterburyjski.

## Rimsko građanstvo
Oblik širenja rimskog utjecaja u britskom životu bio je davanje rimskog državljanstva. U početku ga se davalo selektivno: vijećnicima određenih klasa gradova, koje je rimska praksa napravila građanima, zatim veterane, bilo to bili legionari ili vojnici pomoćnih postrojbi te mnoštvu domorodaca čiji su patroni im mogli to priuštiti. Neki od mjesnih britskih kraljeva kao što je to bio Tiberije Klaudije Kogidubno dobili su na ovakav način državljanstvo.

## Kraj rimske vlasti
410. je godina koju se uzima za kraj rimske vlasti u Britaniji. Preferira ju većina povjesničara. Te je godine rimski car Honorije odgovorio na zahtjev za pomoć reskriptom (Honorijev reskript) u kojem je romaniziranim Britima napisao neka se sami snađu za vlasitu obranu. Neki povjesničari preferiraju 409. godinu, kad su romanizirani Briti izgnali rimske magistrate iz svojih gradova.

## Poslije rimske vlasti
Poslije rimske vlasti dio romaniziranih Brita odselio je na Bretanju, Galiciju a moguće i na Irsku.